# 任希夷
任希夷（1156年—？），字伯起，号斯庵。

## 生平
淳熙二年（1175年）進士，調浦城簿、蕭山丞。開禧初年爲太常寺主簿。嘉定四年（1211年），以宗正丞兼太子舍人。累遷禮部尚書兼給事中。嘉定十二年，簽書樞密院事，嘉定十三年，兼參知政事。嘉定十四年，出知福州。卒年未详。卒謚宣獻。有《斯庵集》，已佚。

## 家族
其先眉州（今四川眉山）人。曾祖父任伯雨。

## 延伸阅读
[在维基数据编辑]
 《宋史/卷395》，出自脱脱《宋史》